# معهد قرطاج
معهد قرطاج (بالفرنسية: Institut de Carthage)‏ هي جمعية علمية تونسية تأسست في 1893 في مدينة قرطاج في ضواحي العاصمة التونسية.

عرض الرسام ألكسندر روبتسوف مجموعة من لوحاته في المعهد في نفس سنة تأسيسها. كانت «المجلة التونسية» (Revue Tunisienne) تنشر تحت إشراف الجمعية باللغة الفرنسية وذلك بين 1894 و1953.

## شخصيات معروفة
- كانديد كومبي (Candide Combet)، رئيس.
- فرناند إويار (Fernand Huard)، مؤسس.